# Szécsényfelfalu
Szécsényfelfalu község Nógrád vármegyében, a Szécsényi járásban.

## Fekvése
Az Északi-középhegységben, az Észak-Cserhát területén fekszik, Budapesttől mintegy 100, Szécsénytől 7 kilométerre észak-északkeletre, a megyeszékhelytől, Salgótarjántól pedig nagyjából 20 kilométerre nyugat-északnyugatra, a Kő-hegy lábánál. A falut átszeli a Szécsényfelfalui-patak, és a határában folyik a Pilinyi-patak. A Novohrad-Nógrád UNESCO Globális Geopark települése.

### Megközelítése
Zsáktelepülés, így átmenő forgalom nincs a településen. Csak közúton érhető el, a déli szomszédjában fekvő Endrefalva központja felől, a Rétság térségét Salgótarjánnal összekötő 22-es főútból kiágazó, valamivel több mint 2 kilométeres hosszúságú 22 106-os számú mellékúton érhető el. Autóbusszal a Volánbusz 3072-es, 3080-as, és 3082-es járataival közelíthető meg. Vasútvonal nem érinti.

## Története
1548-ban Nyakazó György birtoka volt a falu. 1552 körül került török fennhatóság alá, ekkor a szécsényi szandzsákba tartozott. A 18. században a Géczy család volt a település földesura. A 19. században a Prónay és a Zmeskál családok osztoztak a falun.

## Közélete

### Polgármesterei
- 1990–1994: Kuris Zoltán (független)[4]
- 1994–1998: Maczák Sándor (független)[5]
- 1998–2002: Maczák Sándor (független)[6]
- 2002–2006: Kuris Zoltán (Fidesz-MKDSZ)[7]
- 2006–2010: Kuris Zoltán (független)[8]
- 2010–2014: Keresztes Imre (független)[9]
- 2014–2019: Keresztes Imre (Fidesz-KDNP)[10]
- 2019–2024: Keresztes Imre (független)[11]
- 2024– : Keresztes Imre (független)[1]

A településen cigány nemzetiségi önkormányzat is működik.

## Népesség
A település népességének változása:
| Lakosok száma | 418  | 402  | 390  | 328  | 385  | 387  | 399  |
|               | 2013 | 2014 | 2015 | 2021 | 2022 | 2023 | 2024 |

2001-ben a település lakosságának 96%-a magyar, 4%-a cigány nemzetiségűnek vallotta magát.
A 2011-es népszámlálás során a lakosok 96,4%-a magyarnak, 14,6% cigánynak mondta magát (3,6% nem nyilatkozott; a kettős identitások miatt a végösszeg nagyobb lehet 100%-nál). A vallási megoszlás a következő volt: római katolikus 77,6%, református 1,4%, evangélikus 2,1%, felekezeten kívüli 3,8% (15% nem nyilatkozott).
2022-ben a lakosság 93,5%-a vallotta magát magyarnak, 14,5% cigánynak, 0,3% németnek, 0,3% szlováknak, 0,8% egyéb, nem hazai nemzetiségűnek (6,5% nem nyilatkozott; a kettős identitások miatt a végösszeg nagyobb lehet 100%-nál). Vallásuk szerint 63,9% volt római katolikus, 1,6% református, 1,6% evangélikus, 0,8% görög katolikus, 0,3% izraelita, 0,3% egyéb katolikus, 7,5% felekezeten kívüli (24,2% nem válaszolt).

## Egyházi közigazgatás

### Római katolikus egyház
A Váci egyházmegye Nógrádi Főesperességének Szécsényi Esperességi Kerületébe tartozik. Nem rendelkezik önálló plébániával, Endrefalva plébániájának filiája. Római katolikus templomát Szent János evangélista nevére szentelték.

### Evangélikus egyház
Az Északi Evangélikus Egyházkerület (püspökség) Nógrádi Egyházmegyéjének (esperesség) Szécsényi Evangélikus Egyházközségéhez tartozik.

## Természeti értékek
- A falu egy völgykatlanban fekszik, dombok veszik körül. Legmagasabb pontja: 401 méter. A településhez tartozó erdők területe 240 hektár, melyekben sokféle vad él (pl. vaddisznó, őz, gímszarvas, dámvad, nyúl, muflon, fácán stb.).

## Nevezetességei
- Római katolikus (Szent János-)templom: 1745-ben épült, barokk stílusban. Tornya 1818-ban épült.
- Lourdes-i barlang és stáció: 1964-ben készült.
- Prónay-kúria: 1845-ben épült.
- Glos-kúria: 1855-ben épült.
- Ambrózy-kúria: 1868-ban épült.